# یولیا سافینا
یولیا سافینا (روسی: Юлия Васильевна Сафина؛ زادهٔ ۱ ژوئیه ۱۹۵۰) بازیکن هندبال اهل اتحاد جماهیر شوروی سوسیالیستی بود.